# Blumau-Neurißhof
Blumau-Neurißhof ist eine Gemeinde mit 1950 Einwohnern (Stand 1. Jänner 2025) im Bezirk Baden im Industrieviertel in Niederösterreich.

## Geografie
Blumau liegt auf einer Höhe von 252 m ü. A., Neurißhof 240 m ü. A. Durch das Gemeindegebiet fließt die Piesting.

### Gemeindegliederung
| Gliederung \| Katastralgemeinden \| Ortschaften in der Gemeinde \| \| --------------------------- \| --------------------------- \| \| Blumau-Neurißhof (4,33 km²) \| Blumau (D) Neurißhof (D) \| \| Legende \| \| |                             |
| Katastralgemeinden | Ortschaften in der Gemeinde |
| Blumau-Neurißhof (4,33 km²) | Blumau (D) Neurißhof (D)    |
| Legende |                             |

Der Ort liegt östlich der Wiener Neustädter Straße (B 17) im Wiener Becken. Das Gemeindegebiet besteht nur aus einer Katastralgemeinde mit dem Namen Blumau-Neurißhof, jedoch zwei Dörfern, Blumau und Blumau-Neurißhof. Das besiedelte Gebiet der Ortschaft Blumau ragt auch in die Nachbargemeinden Schönau an der Triesting und Sollenau, die ehemalige Schule mit Kirche etwa befindet sich bereits auf Schönauer Gemeindegebiet.
Es bestehen Straßenverbindungen über Landesstraßen nach Sollenau, Günselsdorf, Teesdorf, Pottendorf und Tattendorf.
Auf einem großen Teil des Gemeindegebietes befindet sich ein dem österreichischen Bundesheer zur Verfügung stehender, zum Sperrgebiet erklärter Truppenübungsplatz (Garnisonsübungsplatz Blumau), der zur Kaserne Großmittel gehört. Auch ein Bahnanschluss, der zur Südbahn-Station Felixdorf führt, ist vorhanden (ehemalige Militärschleppbahn auf dem Steinfeld, ab 15. Mai 1928 als 10,9 km lange Lokalbahn Felixdorf – Tattendorf öffentliche Eisenbahn), wird aber nur mehr für Gütertransporte benutzt. Im Osten des Gemeindegebietes sind zahlreiche Schottergruben in Betrieb. Außerdem befindet sich dort ein Übungsgelände der Antiterrorspezialeinheit Cobra.
Südlich des Gemeindefriedhofs, unmittelbar jenseits der Gemeindegrenze zu Schönau an der Triesting, befindet sich der am 14. September 1985 eingeweihte Soldatenfriedhof Blumau (). Auf etwa 12.500 m² liegen hier 4436 Kriegsopfer bestattet. Blumau ist der letzte vom Volksbund Deutsche Kriegsgräberfürsorge e. V. ausgebaute Sammelfriedhof in Österreich. Die Anlage wurde zum 1. Jänner 2011 in die Betreuung des österreichischen Bundesministeriums für Inneres übergeben.

### Nachbargemeinden
Die Nachbargemeinden von Blumau-Neurißhof sind: Schönau an der Triesting, Günselsdorf, Teesdorf, Tattendorf, Pottendorf (alle im Bezirk Baden) und Sollenau (Bezirk Wiener Neustadt-Land)
| Günselsdorf              | Teesdorf                                    | Tattendorf |
|                          | Kompassrose, die auf Nachbargemeinden zeigt |            |
| Schönau an der Triesting | Sollenau (Bez. Wr. Neustadt)                | Pottendorf |

## Geschichte

„Blumauer Hof“ und „Neuriss Hof“ am k.k. Artillerie Schießplatz mit dem Großen und dem Kleinen Mittel (Mitte) um 1873 (Mappenblatt der Landesaufnahme)

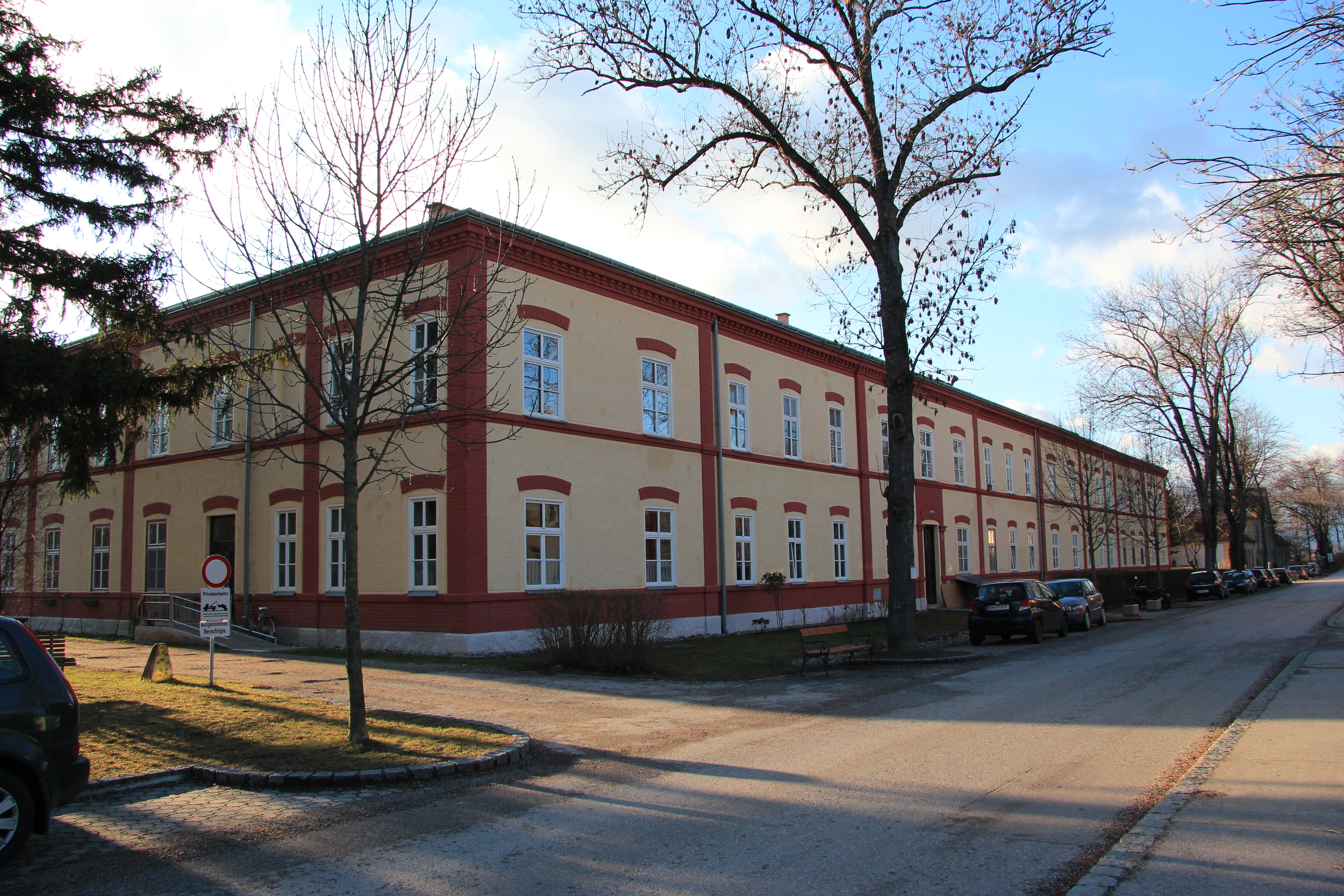
Ehemalige Blumauer Kaserne, Kasinostraße 1

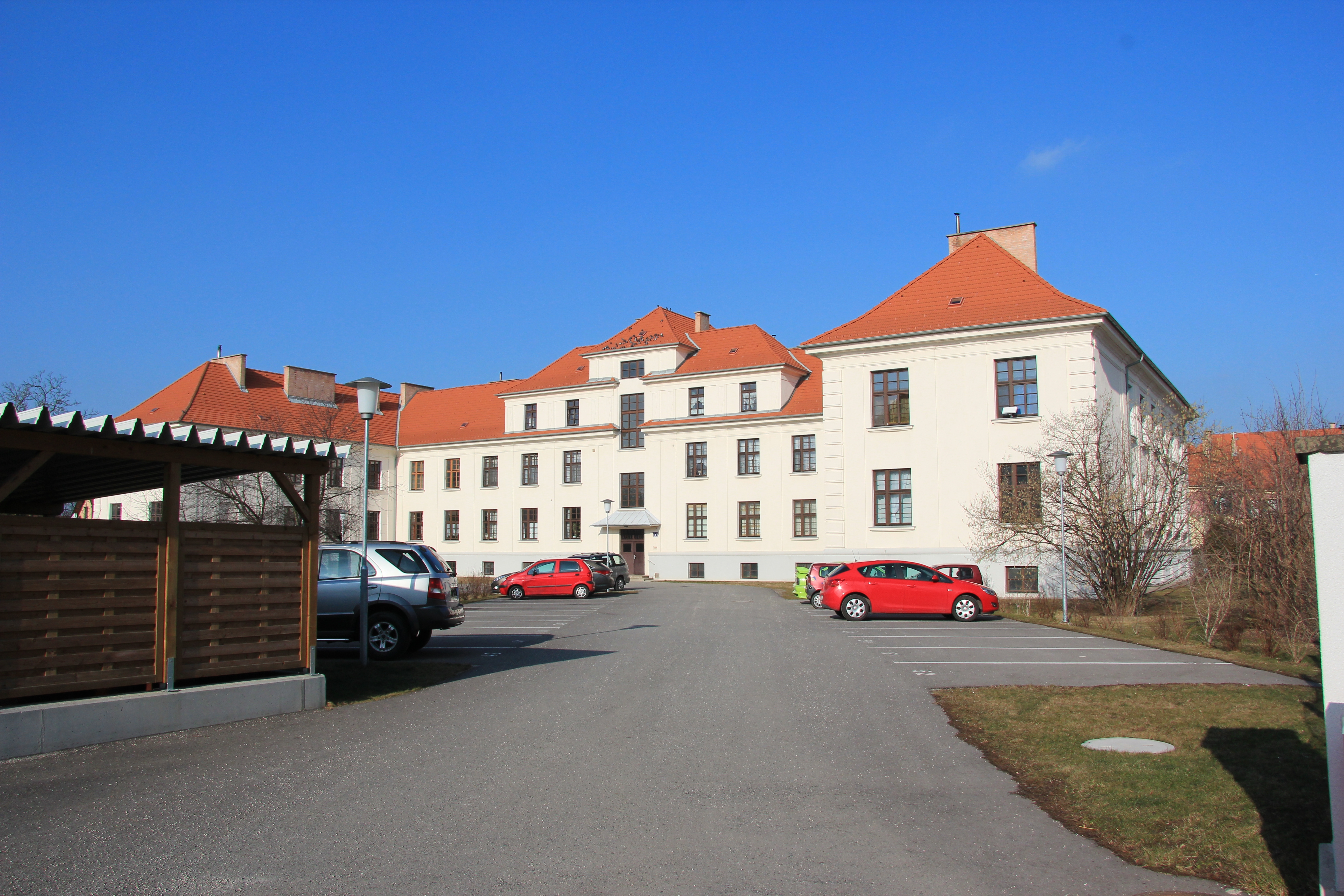
Ehemalige Salvator-Kaserne, (Objekt III), Kasernenstraße 3 (gesehen vom Kasernenhof)

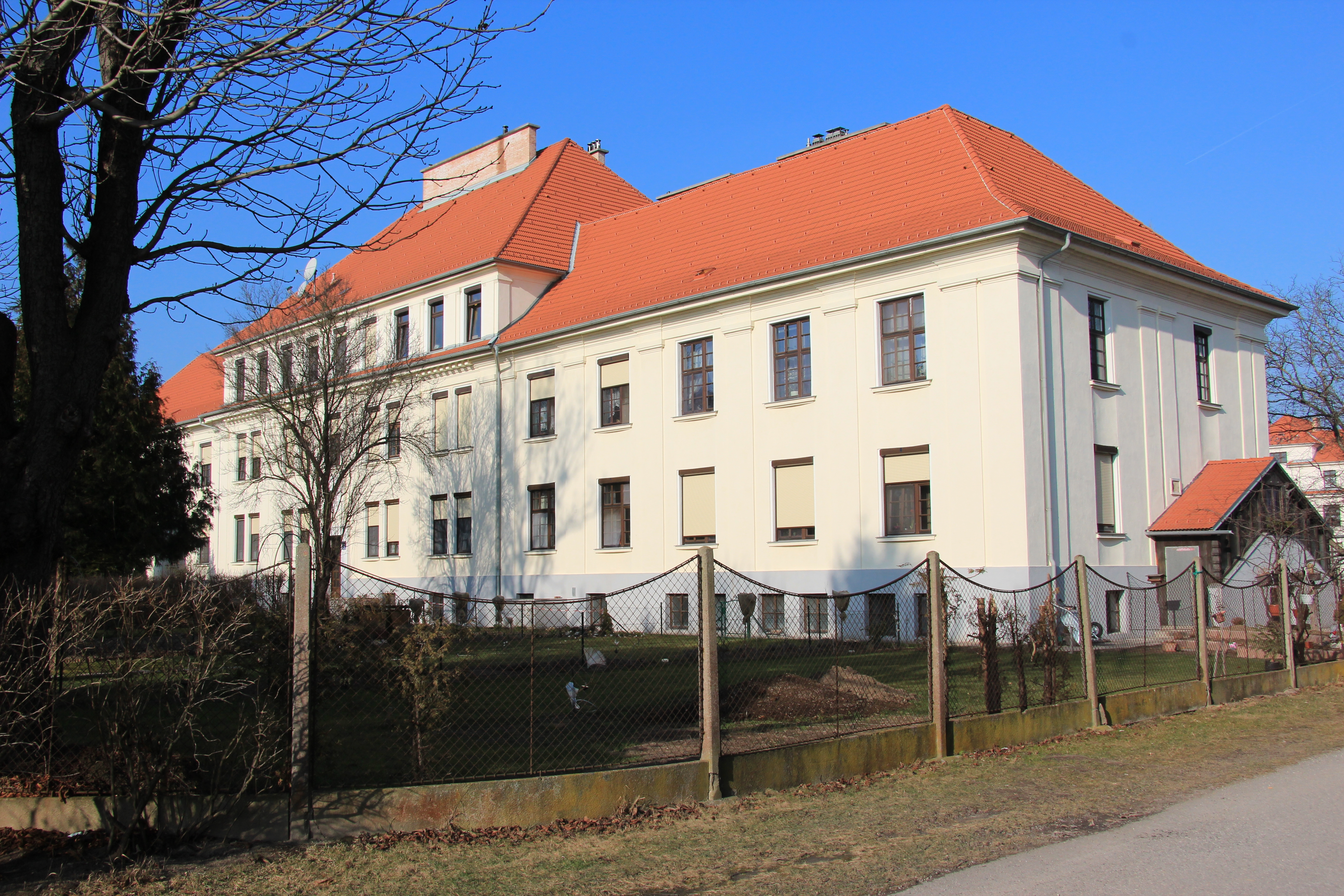
Ehemalige Salvator-Kaserne, (Objekt I), Kasernenstraße 1 (im Anschnitt rechts: Objekt III)

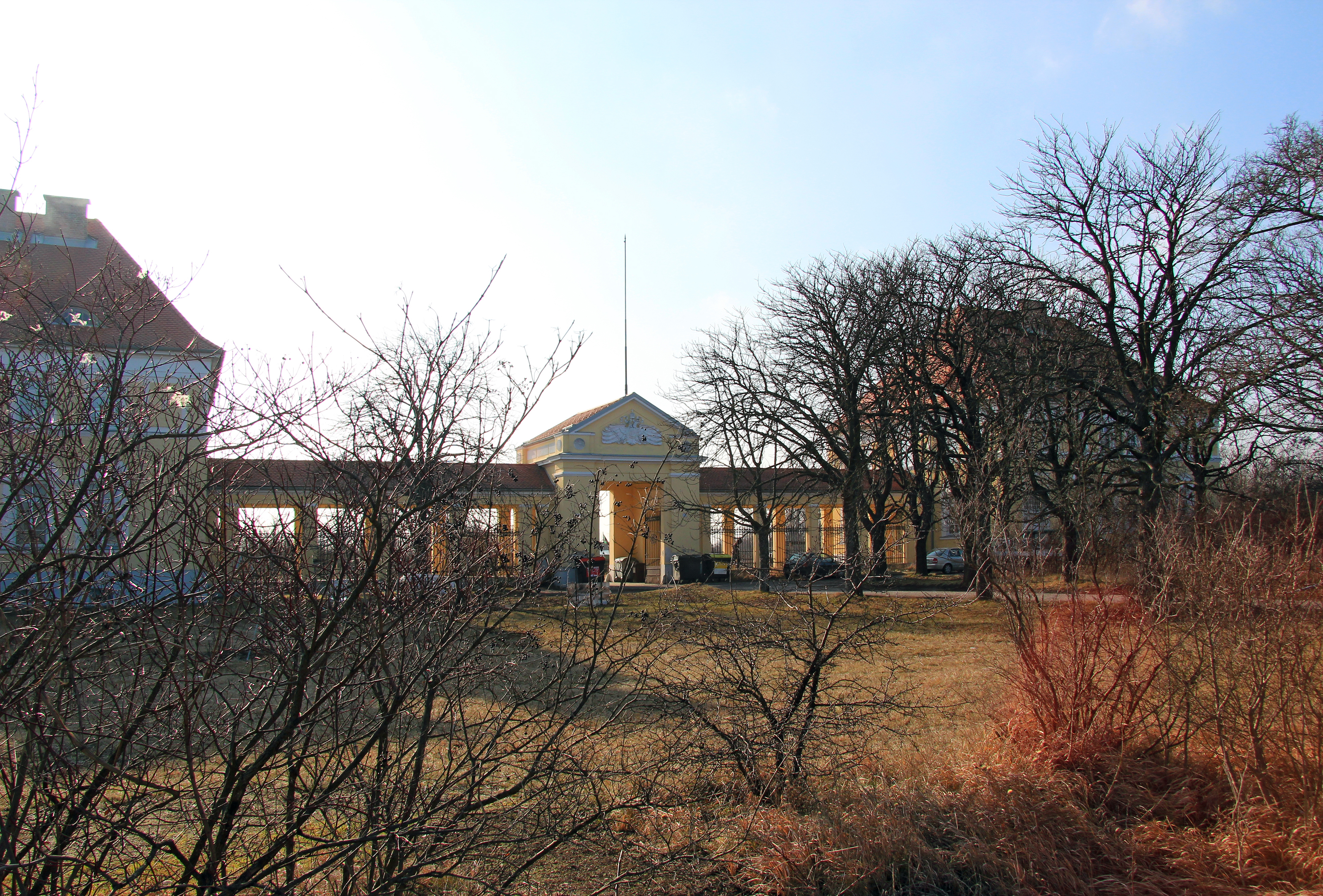
Ehem. Verwaltungsgebäude der Kunstsalpeterfabrik Neurißhof, Werksstraße 6B, erbaut 1915 nach Plänen von Bruno Bauer

Die erste urkundliche Erwähnung von Blumau stammt aus dem Jahr 1380. Unter Kaiserin Maria Theresia fanden erstmals zwischen 1740 und 1780 Besiedlungsversuche statt. In dieser Zeit entstand auch der Namensteil Neurißhof, abgeleitet von neu umgerissenem (= geackertem) Land östlich von Blumau, sowohl für das Dorf als auch für das an dessen Rande gelegene 1847/48 wieder errichtete, am 8. Oktober 1866 brandgeschädigte, dennoch in großen Teilen erhaltene Gehöft (). Im Wesentlichen erstreckte bzw. entwickelte sich, entlang der Piesting, der Siedlungs- und Wirtschaftsraum zwischen den Gehöften Neuriß Hof sowie dem auf einem schmalen Flurstreifen der Katastralgemeinde Schönau an der Triesting gelegenen Blumauer Hof (ersetzt durch Baulichkeiten auf Hauptallee 10–16, ).
Bis in die ersten Jahre des 19. Jahrhunderts war auf dem zur Herrschaft Schönau gehörenden, ca. 173 ha (300 Joch) großen Strich Landes nichts anderes zu finden als sterbendes, kaum gebornes Gras und Millionen von Heupferden. Erst durch die Initiative von Herrschaftseigentümer Peter Freiherrn von Braun (1758–1819) wurde das Ödland durch den Agrarökonomen Anton Wittmann (1771–1842; ab 1801 auf zehn Jahre Schönauer Herrschaftsverwalter) zu einer Lombardischen Flur, einer von Bewässerungskanälen durchzogenen, durch Baumpflanzungen windgeschützten, fruchtbaren Wiesenkultur, ausgestaltet.
Ende des 19. Jahrhunderts erlebte die Gemeinde durch die Munitionsfabrikation einen wirtschaftlichen Aufschwung (siehe untenstehenden Abschnitt).
1973 wurde die Marktgemeinde Steinfelden gebildet, die mit 1. Jänner 1988 wieder in die politische Gemeinden getrennt wurde, aus denen sie entstanden war: Blumau-Neurißhof, Günselsdorf, Tattendorf, Teesdorf.

### Pulverfabrik Blumau
1891 wurde mit 36 Objekten die k.u.k. Pulverfabrik Blumau, die erste staatliche Munitionsfabrik Österreichs, errichtet. Durch die Einführung des Repetiergewehres im Armeebereich war die Erzeugung eines stärker wirkenden, chemisch homogenen, „rauchschwachen“ Pulvers notwendig geworden. Das für dessen Herstellung erforderliche Ausgangsprodukt, Nitrozellulose, bezog man ab 1892 von einem in Neurißhof durch die Firma A.G. Dynamit-Nobel erbauten Werk (welches 1894 von der k.u.k. Heeresverwaltung übernommen wurde).
Die Entwicklung des neuen Unternehmens schritt rasch voran: u. a. 1899/1900 eine erste Erweiterung, 1897/98 der Bau einer Dynamitfabrik sowie einer Salpetersäurefabrik. Für diese Großanlage wurde militärischer Schutz notwendig, und deshalb errichtete man zwei Kasernen, die Blumauer (heute: Kasinostraße 1) sowie die Salvator-Kaserne (heute: Kasernenstraße 1 und 3).
Der Ausbruch des Ersten Weltkrieges führte zu einem neuerlichen Ausbau des riesigen Unternehmens, mit über 30.000 Beschäftigten im Jahr 1918. Dem Kriegsende folgte jedoch der Zusammenbruch. Nur die Pulverfabrik wurde „in Eigenregie des Staates mit ca. 100 Arbeitern“ weitergeführt; die Bevölkerung Blumau-Neurißhofs sank auf etwa 2500 Personen.
Um die Jahreswende 1920/21 mietete die Staatsfabrik Blumau die in Neurißhof gelegene Zelluloidfabrik – die zum Zwecke der einheitlichen Verwaltungs- und Betriebsführung für die Dauer des Mietvertrages unter dem Namen „Österreichische Zelluloidwerke Neurißhof“ zusammengefasst wurde und als solche in das Handelsregister beim Handelsgericht Wien einzutragen war.
Am 25. Mai 1922 ereignete sich, durch einen Brand in der Pulverfabrik verursacht, die schwerste Explosion in der Geschichte des Ortes. Mindestens 19 Menschen verloren ihr Leben, und fast an jedem Gebäude des Ortes entstanden Schäden.
1923 gingen Teile des nach der Explosion wiederhergestellten Großbetriebs an die Sprengstoffwerke Blumau AG, an der neben der Republik auch die Skodawerke Wetzler AG (Moosbierbaum) Anteile besaß und dort die Betriebsführung innehatte. Auf Rechnung der Republik wurde hier von der Skoda-Wetzler AG eine TNT-Fabrik (1928), eine Pulverfabrik (1930) und eine Nitroglycerinanlage (1933) errichtet.
Im August 1928 wurden in Blumau die letzten Reste der dort aufbewahrten Giftgasvorräte vernichtet, nachdem die unterirdische Lagerung der Kampfstoffe bereits 1925 Gegenstand einer Debatte im Finanz- und Budgetausschuss des Parlaments gewesen war.
Ab der Wende zu den 1930er-Jahren kam es wiederholt zu polizeilichen Interventionen, als Vertreter der örtlichen kommunistischen Partei öffentliche Versammlungen planten, in der sie gegen die Unternehmeroffensive der staatlichen Sprengstofffabrik Stellung beziehen wollten.
Einem kurzen Aufschwung in der Zeit des Nationalsozialismus folgte nach Kriegsende 1945 die endgültige Liquidierung des Unternehmens. Im April 1945 wurde die Munitionsfabrik von den sowjetischen Besatzungsmächten beschlagnahmt und das gesamte Inventar demontiert und abtransportiert. Seither zeugen zahlreiche Hausruinen und übriggebliebene Fundamente vom einstigen Umfang der Ortschaft.

### Bevölkerungsentwicklung
| Blumau-Neurißhof: Einwohnerzahlen von 1869 bis 2025 | Blumau-Neurißhof: Einwohnerzahlen von 1869 bis 2025 | Blumau-Neurißhof: Einwohnerzahlen von 1869 bis 2025 | Blumau-Neurißhof: Einwohnerzahlen von 1869 bis 2025 | Blumau-Neurißhof: Einwohnerzahlen von 1869 bis 2025 |
| --------------------------------------------------- | --------------------------------------------------- | --------------------------------------------------- | --------------------------------------------------- | --------------------------------------------------- |
| Jahr                                                |                                                     |                                                     |                                                     | Einwohner                                           |
| 1869                                                | 1869                                                |                                                     | 660                                                 | 660                                                 |
| 1880                                                | 1880                                                |                                                     | 689                                                 | 689                                                 |
| 1890                                                | 1890                                                |                                                     | 697                                                 | 697                                                 |
| 1900                                                | 1900                                                |                                                     | 662                                                 | 662                                                 |
| 1910                                                | 1910                                                |                                                     | 427                                                 | 427                                                 |
| 1923                                                | 1923                                                |                                                     | 1.828                                               | 1.828                                               |
| 1934                                                | 1934                                                |                                                     | 1.706                                               | 1.706                                               |
| 1939                                                | 1939                                                |                                                     | 1.676                                               | 1.676                                               |
| 1951                                                | 1951                                                |                                                     | 1.409                                               | 1.409                                               |
| 1961                                                | 1961                                                |                                                     | 1.344                                               | 1.344                                               |
| 1971                                                | 1971                                                |                                                     | 1.331                                               | 1.331                                               |
| 1981                                                | 1981                                                |                                                     | 1.250                                               | 1.250                                               |
| 1991                                                | 1991                                                |                                                     | 1.294                                               | 1.294                                               |
| 2001                                                | 2001                                                |                                                     | 1.657                                               | 1.657                                               |
| 2011                                                | 2011                                                |                                                     | 1.825                                               | 1.825                                               |
| 2021                                                | 2021                                                |                                                     | 1.903                                               | 1.903                                               |
| 2025                                                | 2025                                                |                                                     | 1.950                                               | 1.950                                               |
| Quelle(n): Statistik Austria, Gebietsstand 1.1.2021 |                                                     |                                                     |                                                     |                                                     |

Nach 4 Jahren ohne Lebensmittel-Nahversorger im Ort wird ab 2017 ein Laden mit Unterstützung der Gemeinde durch eine GmbH und einen Verein betrieben.

## Kultur und Sehenswürdigkeiten
- Pfarrkirche Blumau-Neurißhof
- Zahlreiche Werkswohnhäuser
- Ehemalige Kaserne und Offizierswohnhäuser
- Am Rande des Ortsgebiets von Blumau, aber bereits jenseits der Gemeindegrenze zu Schönau an der Triesting, liegt die ehemalige Pfarrkirche St. Josef und ein daran anschließendes ehemaliges Schulgebäude.

## Politik

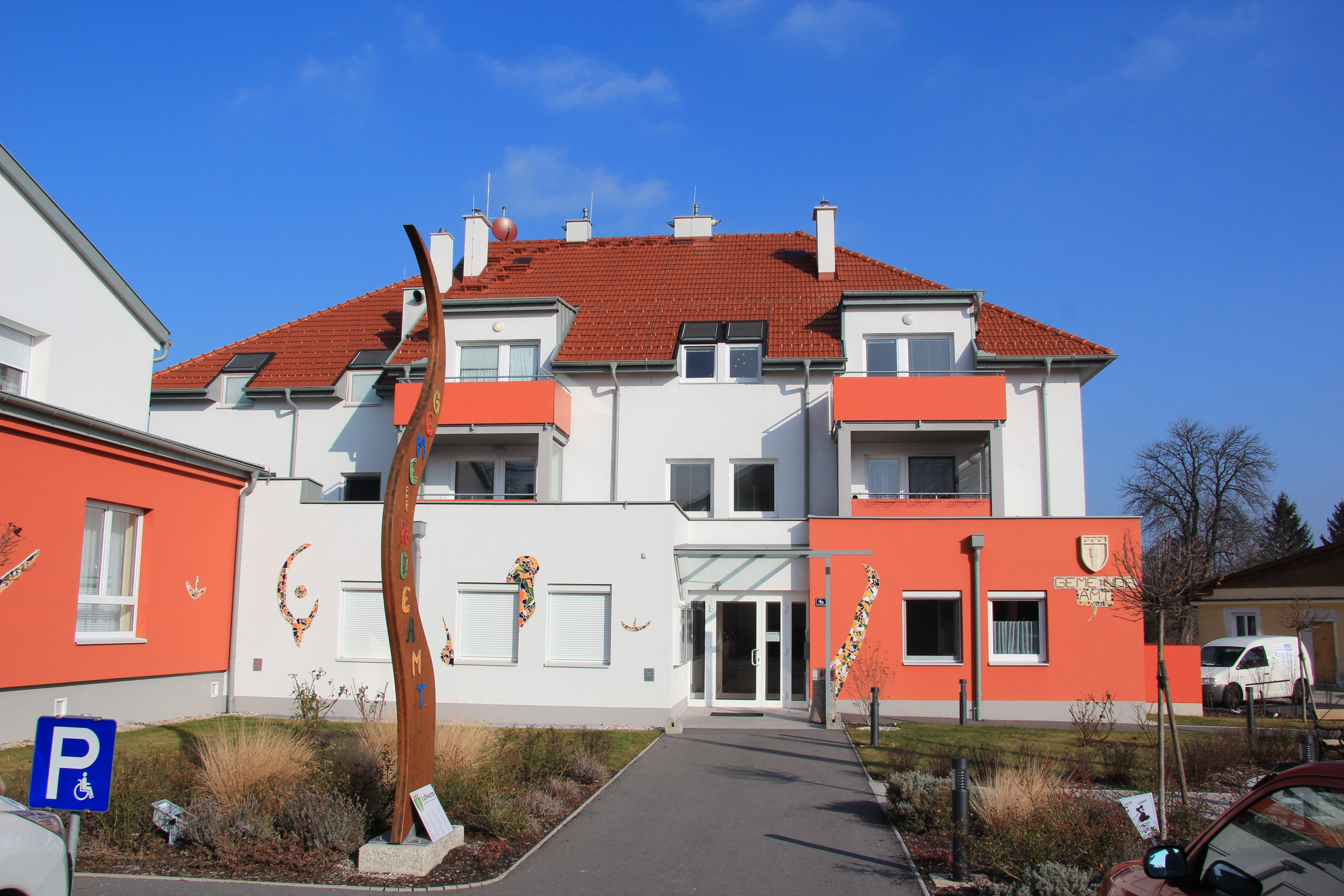
Gemeindeamt

### Gemeinderat
Der Gemeinderat hat 19 Mitglieder.
- Nach den Gemeinderatswahlen in Niederösterreich 1990 hatte der Gemeinderat folgende Verteilung: 13 SPÖ, 4 PUL und 2 ÖVP.
- Nach den Gemeinderatswahlen in Niederösterreich 1995 hatte der Gemeinderat folgende Verteilung: 7 ÖVP, 7 SPÖ und 5 PUL.[22]
- Nach den Gemeinderatswahlen in Niederösterreich 2000 hatte der Gemeinderat folgende Verteilung: 8 PUL, 6 ÖVP und 5 SPÖ.[23]
- Nach den Gemeinderatswahlen in Niederösterreich 2005 hatte der Gemeinderat folgende Verteilung: 11 PUL, 4 SPÖ, 3 ÖVP und 1 Bürgerliste Graber Johann (BGL).[24]
- Nach den Gemeinderatswahlen in Niederösterreich 2010 hatte der Gemeinderat folgende Verteilung: 10 PUL, 7 SPÖ und 2 ÖVP.[25]
- Nach den Gemeinderatswahlen in Niederösterreich 2015 hatte der Gemeinderat folgende Verteilung: 12 PUL, 5 SPÖ und 2 ÖVP.[26]
- Nach den Gemeinderatswahlen in Niederösterreich 2020 hatte der Gemeinderat folgende Verteilung: 13 Parteiunabhängige Liste Gernot Pauer (PUL), 2 Liste Bunt, 2 ÖVP und 2 SPÖ.[27]
- Nach den Gemeinderatswahlen in Niederösterreich 2025 hat der Gemeinderat folgende Verteilung: 14 PUL, 2 BUNT, 2 SPÖ und 1 ÖVP.[28]

### Bürgermeister
- 2000–2020 Gernot Pauer (PUL)[29]
- seit 2020 René Klimes (PUL)

### Wappen
Blasonierung: In Grün unter einem silbernen – mit drei schräglinks gestellten roten Bomben, aus denen Flammen schlagen, belegten – Schildeshaupt ein aus dem Schildesfuß wachsender silberner Wasserturm.

## Persönlichkeiten

### Personen mit Bezug zur Gemeinde
- Karl Koller (1929–2009), Fußballspieler, er wurde auf dem Ortsfriedhof in einem Ehrengrab beerdigt.